# Władimir Małachow (tancerz)
Władimir Anatoliewicz Małachow, ros. Владимир Анатольевич Малахов (ur. 7 stycznia 1968 w Krzywym Rogu na Ukrainie) – rosyjski tancerz baletowy, inscenizator i choreograf. 
Urodzony na Ukrainie, ukończył szkołę baletową w Moskwie. Debiutował jako solista Moskiewskiego Baletu Klasycznego. Laureat wielu międzynarodowych nagród, między innymi w Paryżu i Moskwie. Były czołowy solista Opery Wiedeńskiej (od roku 1992);
National Ballet of Canada (od roku 1994). Od 1995 roku członek nowojorskiego American Ballet Theatre.
Jego repertuar obejmuje najważniejsze dzieła baletu klasycznego oraz wybitnych choreografów XX w (balety współczesne). Były też tworzone prace specjalnie dla niego. Od roku 2002 dyrektor artystyczny i pierwszy solista Staatsoper Unter den Linden,
który w 2004 uzyskał autonomię i działa pod nazwą Staatsballett Berlin.